# Wołowno (przystanek kolejowy)
Wołowno – przystanek osobowy w Polsce, położony w województwie warmińsko-mazurskim, w powiecie olsztyńskim, w gminie Jonkowo.

## Ruch pasażerski
| Rok  | Wymiana pasażerska na dobę |
| ---- | -------------------------- |
| 2017 | 50-99                      |
| 2022 | 20-49                      |